# Márichi (mitología hinduista)
En el marco de la mitología hinduista, Márichi era el hijo del dios Brahmá, el creador del mundo, y también uno de los Saptarshi (los Siete Sabios), en el primer manu-antara.

## Etimología
- márīci, en el sistema AITS (alfabeto internacional para la transliteración del sánscrito).
- मरीचि, en escritura devanagari del sánscrito.
- Pronunciación: /márichi/.[2]
- Etimología: pizca de luz, mota de pelusa en el aire, que brilla al sol, según el Rig-veda (el texto más antiguo de la literatura de la India, de mediados del II milenio a. C.) y el Átharva-veda.[2]

Antes de comenzar la creación del mundo, el dios Brahmá necesitaba algunas personas que se hicieran cargo de las subcreaciones. Por eso creó diez prayápatis (líderes de la gente) a partir de su mente y otros 9 a partir de su cuerpo.
Márichi es uno de los manasa-putras (hijos de la mente) de Brahmá.
Márichi luego se casó con Kala y dio a luz a Kásiapa (quien a veces también es reconocido como un prayápati (progenitor de pueblos), debido a que heredó la fertilidad de su padre para procrear miles de hijos).
En el Majábharata (siglo III a. C.), el dios Krisná dice: 

De los áditias yo soy Visnú, de las luces soy el Sol radiante, de los maruts soy Márichi, y entre las estrellas soy la Luna.
Krisná en el Bhagavad-guitá (libro que forma parte del Majábharata.